# Gloria Ríos
Gloria Ríos   (San Antonio, 17 de desembre de 1928 - San Antonio, 2 de març de 2002) nom artístic de Gloria Ramírez Gómez, va ser una cantant, actriu i ballarina d'origen estatunidenc, primera dona a gravar a Mèxic un tema de gènere rock and roll en espanyol el 1956.

## Trajectòria
D'origen nord-americà, Glòria Ríos va tenir una infància complicada, treballant prematurament en tasques de recol·lecció de cotó. Amb setze anys va emigrar a Mèxic on va treballar en centres nocturns, on es va relacionar amb persones del món artístic fent parella amb el famós comediant. Adalberto Martínez "Resortes". Després de fer setze pel·lícules junts i aparèixer en desenes d'espectacles, la parella es va separar per l'èxit creixent de Ríos en comparació amb la carrera artística de "Resortes".
Formada en la interpretació musical de ritmes com el jazz, Ríos va decidir incorporar en el seu espectacle musical el rock and roll. A més del seu estil d'interpretar aquest gènere, Ríos va crear una forma singular de ballar, fet que no només era copiat per altres agrupacions pioneres del rock and roll a Mèxic que els incorporaven en les seves interpretacions, sinó que Ríos va ensenyar a altres artistes com Silvia Pinal, Kitty de Hoyos i L'Índia Maria.
Glòria Ríos, es va casar amb el músic Mario Patrón, amb qui va conformar el grup Las Estrellas del Ritmo. Aquest grup llançaria el 1956 el que és considerat per alguns escriptors com el primer tema de gènere rock and roll gravat a Mèxic i que seria un èxit, «El relojito», una reversió del clàssic «Rock Around The Clock» de Bill Halley and His Comets. L'agrupació, pionera a conformar un combo de músics dedicats a la interpretació específica de rock and roll, realitzaria gires per als Estats Units i països d'Europa. El grup va ser format per músics que fet i fet destacarien en el jazz a Mèxic com Chilo Morán. Glòria Ríos es va retirar l'any 1971.

## Obra
- Voces de primavera (1947)
- El gallo giro (1948)
- Barrio bajo (1950)
- Una mujer decente (1950)
- Buenas noches, mi amor (1950)
- Melodías inolvidables (1959)
- El marido de mi novia (1951)
- Puerto tentación (1951)
- Te sigo esperando (1952)
- Las locuras del rock and roll (1956)
- Juventud desenfrenada (1956)
- Los chiflados del rock & roll (1957)
- La rebelión de los adolescentes (1957)
- Concurso de belleza (1958)
- Cuentan de una mujer (1958)
- Muertos de miedo (1958)
- Melodías inolvidables de 1959